# Pfahlbauperle
Pfahlbauperlen (auch Pfahlbautönnchen) sind mittel- bis spätbronzezeitliche Glasperlen, die gehäuft in Schweizer Pfahlbausiedlungen als archäologische Funde vorkommen. Sie zählen zum ältesten bekannten Glas im westlichen Mitteleuropa.
Der Begriff wurde 1936 schon von Emil Vogt verwendet und 1949 von Thea Elisabeth Haevernick in die Forschungsliteratur eingeführt. Er bezeichnet einen Perlentyp von tonnen- bis spindelförmiger Gestalt mit einer weißen Glasfadeneinlage, die  spiralförmig um den Perlenkörper verläuft. Die Grundfarbe ist meist ein durchscheinender Blauton, aber auch vereinzelte violette, grüne, schwarze, braune und gelbe Perlen sind bekannt. Ihre Herstellung lässt sich etwa in den Zeitraum 12.–9. Jahrhundert v. Chr. datieren. Das hauptsächliche Verbreitungsgebiet liegt im Bereich der Pfahlbausiedlungen in Südwestdeutschland und der Schweizer Seenregion. Vereinzelte Funde in weit entfernten Gegenden belegen überregionale Handelskontakte. Ihre weiteste Verbreitung bis in das nördliche Zentraleuropa und auch das nummerisch häufigste Auftreten liegt in der Zeit um 1000 v. Chr.
Da die Pfahlbauperlen oft auch im Zusammenhang mit reich ausgestatteten Hügelgräbern und Urnenbestattungen aufgefunden wurden, wird vermutet, dass es sich dabei um kostbare Objekte handelte, die in ihrer Exklusivität mit Bernstein verglichen werden können.
Haevernick erforschte 1947 den späturnenfelderzeitlichen Hortfund von Allendorf und ging entgegen der damals vorherrschenden Lehrmeinung von einer Herstellung der Glasperlen in Mitteleuropa aus, und nicht von Importen aus dem östlichen Mittelmeerraum. Dem widersprach entschieden Paul Reinecke, wodurch eine lang andauernde Diskussion über den Ursprung dieser Schmuckstücke entbrannte, die bislang ungeklärt ist. Neueste chemische Analysen stützen jedoch die Theorie lokaler Herstellung.